# Kauf Dir ein Kind
Kauf Dir ein Kind ist ein Musical von Peter Lund (Text) und Thomas Zaufke (Musik). Themen des Musicals, das sich ausgiebig bei Carlo Collodis Pinocchio und dessen Science-Fiction-Variante AI von Steven Spielberg bedient, sind Erziehung, Kinderhandel sowie die Veränderung der vorgegebenen Geschlechterrollen.

## Inhalt
In einer nicht allzu fernen Zukunft ist es möglich, den Kinderwunsch durch den Kauf eines lebensechten Roboterkindes zu erfüllen. Von dieser Option machen auch Kristin, eine erfolgreiche Karrierefrau, und ihr Mann Mark Gebrauch. Doch schon bald nach dem Kauf wird ihr künstlicher siebenjähriger Sohn Pino mit einer „nicht systemkompatiblen Information“, wie die freundliche Servicemitarbeiterin Felicity erklärt, konfrontiert – er hält die Prostituierte Kitten für seine Mutter. So gelangt Pino in die Halbwelt des Rotlichtmilieus, in dem der Zuhälter King sich bald Hoffnungen macht, mit dem künstlichen Kind das Geschäft seines Lebens zu machen. Die Zwangsgemeinschaft aus Kristin und Kitten kann in letzter Sekunde den Verkauf an „perverse Akademiker“ verhindern, doch bei dem Kampf um das Kind wird Pino zerstört. Wieder repariert scheint auf Pino eine Zukunft bei der nun alleinerziehenden Kristin zu warten – doch er kehrt wieder zu Kitten zurück.

## Aufführungen und Kritik
Kauf dir ein Kind wurde von Lund und Zaufke für Studenten des Studiengangs Musical/Show der Universität der Künste geschrieben. Im Rahmen der Kooperation mit der Neuköllner Oper hatte das Stück dort am 23. Juni 2007 Premiere und lief dort zwei Spielzeiten. Die Kritiken waren im Gegensatz zum großen Publikumszuspruch gespalten. Das Stadtmagazin Zitty empfand Kauf Dir ein Kind als „leicht angeschrägte Musicalroutine“, während das rbb Kulturradio einen „Geniestreich“ ausmachte.